# Chowdapur, Afzalpur
Chowdapur là một làng thuộc tehsil Afzalpur, huyện Gulbarga, bang Karnataka, Ấn Độ.